# Thorkild Hansen
Thorkild Hansen (Hellerup, 9 de enero de 1927-4 de febrero de 1989) fue un escritor danés galardonado en 1971 con el Premio de Literatura del Consejo Nórdico. Su obra más conocida es su Trilogía eslava. También escribió sobre Knut Hamsun.

## Obras seleccionadas
- Det lykkelige Arabien, 1962
- Slavernes kyst, 1967
- Slavernes skibe, 1968
- Jens Munk, 1969
- Slavernes øer, 1970
- Processen mod Hamsun, 1978 .